# NGC 2314
NGC 2314 este o galaxie eliptică situată în constelația Girafa. A fost descoperită în 1 august 1883 de către Ernst Wilhelm Tempel. Se află la o distanță de 52,4 de megaparseci de Pământ.